# Bögöz
Bögöz (románul Mugeni, németül Begesen) falu Romániában Hargita megyében. A bögözi református templom Udvarhelyszék egyik legszebb középkori templomának számít.

## Fekvése
A falu a Nagy-Küküllő középső szakaszának kiszélesedő medencéjében a Bögözi-medencében fekszik Székelyudvarhelytől 11 km-re.

## Nevének eredete
A népies szómagyarázat a falu elnevezését a bő és köz szavakból eredezteti, amely a település két szoros, a Bonta-szoros és a Décsfalvi-szoros közti termékeny völgysíkon való fekvésére utal. Orbán Balázs leginkább Pesty Frigyes adataira hivatkozik, ő is a bő köz névadási indítékát tartja a legvalószínűbbnek.
Egy másik népi etimológia alapján a falu neve onnan is származhat, hogy két párhuzamos elhelyezkedésű „hegysor” között található, mely 4 kilométerre összeszűkül, és megakadályozza a Küküllő lefolyását, ennek következtében a felgyülemlett víz sok párát fejlesztett, és emiatt kapta volna a falu a bő gőz nevet.
Bögöz neve nem származtatható a magyar bőg vagy a német mühlen igéből sem. Ebből adódóan a falu nevének román tükörfordítása (Mugeni) sem helyes, amely a román ’bőg’ jelentésű muge igére alapoz. Egy másik elmélet szerint a Bügüz szó egy besenyő név is lehet, melynek jelentése ’szoros, völgynyílás’. A település legelső lakói valószínűleg a besenyők voltak, akik hamar elmagyarosodtak a székely-magyar környezet következtében.

## Története
Területe ősidők óta lakott, Vizlok nevű dűlőjében bronzkori és 4. századi településnyomokra bukkantak. A Pagyvan-tetőn neolit leleteket találtak. Iborköve nevű helyen dák-római településnyomokra leltek.
Nevét 1333-ban  Bugus néven említették először az oklevelekben.
1334-ben Buguz, 1486-ban Begez, 1505-ben Bögöz, 1671-ben Bőgoz néven írták.
13. századi eredetű templomában a Szent László legenda faliképei láthatók. A képeket 1898-ban Huszka József fedezte fel. A templomban   16. század közepéről származó (6 jelből álló rovásírásos freskófelirat található.
1910-ben 1112 lakosa volt. A trianoni békeszerződésig Udvarhely vármegye Udvarhelyi járásához tartozott. 1992-ben 1025 lakosából 1010 magyar és 15 román volt.

## Látnivalók

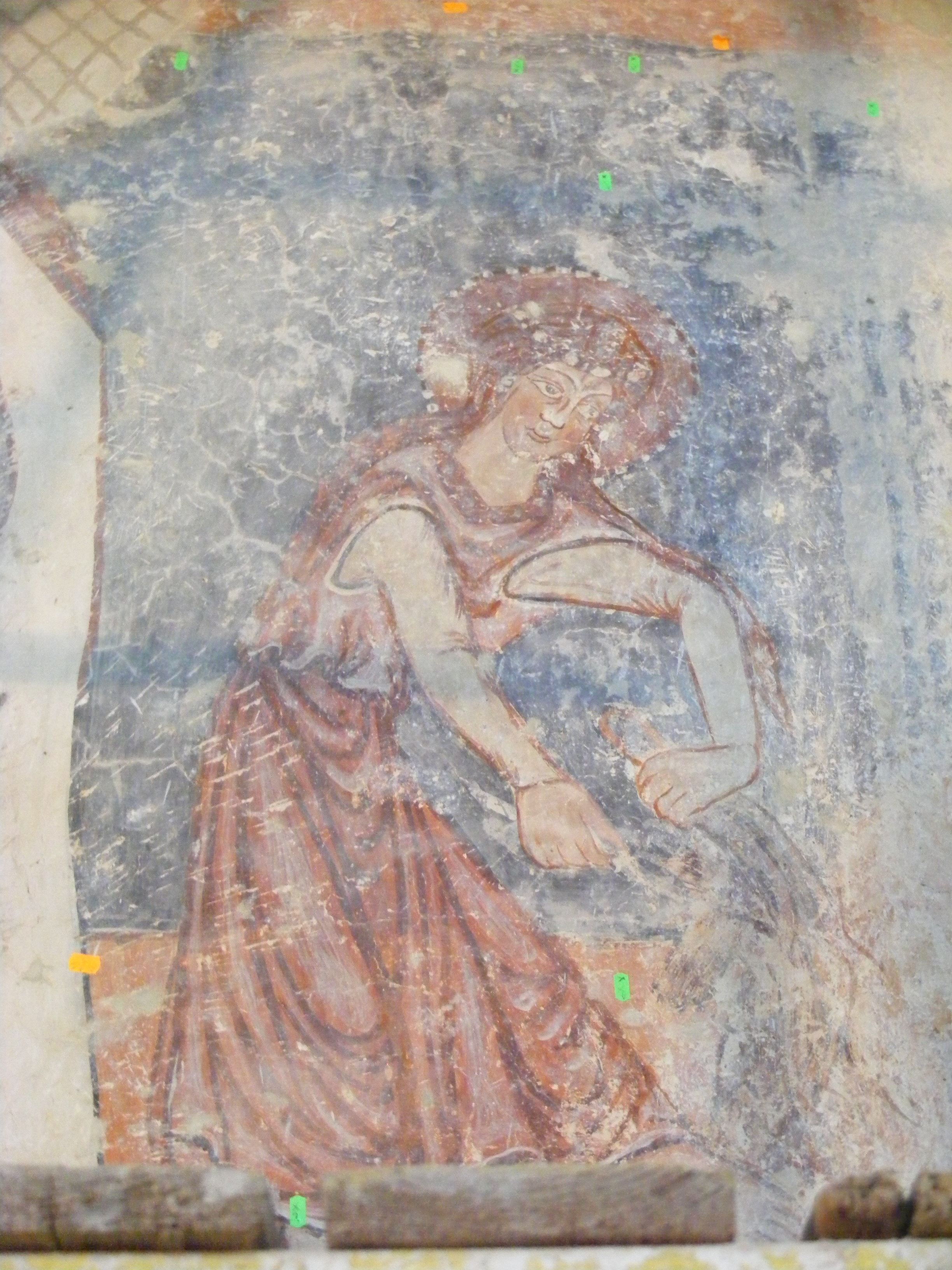
Szent László

- A falunak 13. századi eredetű, 14. századi falfestményekkel és 1724-ben készült festett kazettás famennyezettel díszített református temploma van. Tornyát 1842-ben magasították. 14. századi freskóit 1865-ben fedezték fel a mészréteg alatt. 1930-ban rovásírásos szöveget találtak az utolsó ítélet képsorában.

- A templomtól 500 m-re keletre egykor kápolna állott, melynek nyomai ma is láthatók.
- Katolikus temploma 1994-ben épült.[4]

## Testvértelepülés
- Somogyudvarhely, Magyarország

## Híres emberek
- Itt született 1855-ben Solymosi Endre tanár, helytörténész.
- Itt született 1935-ben Kardalus János tanár, magyar néprajzkutató.